# Gilas II
Gilas (em grego medieval: Γυλᾶς; romaniz.: Gylas) foi um nobre magiar do século X. É assim designado por João Escilitzes, mas se sabe que é uma confusão entre seu nome e o título magiar gilas. Apareceu em 952, quando foi batizado em Constantinopla, recebeu ricos presentes e foi homenageado com o título de patrício. Ao retornar a seu país, levou o monge Hieroteu, que foi consagrado bispo da Hungria pelo patriarca Teofilacto (r. 933–956). Após seu batismo, não mais guerreou com o Império Bizantino.